# Lauscha
Lauscha település Németországban, azon belül Türingiában. Lakosainak száma 3173 fő (2023. december 31.). Lauscha Neuhaus am Rennweg, Sonneberg és Steinach községekkel határos.

## Népesség
A település népességének változása:
| Lakosok száma | 3363 | 3324 | 3145 | 3188 | 3173 |
|               | 2017 | 2019 | 2021 | 2022 | 2023 |